# San Rafael, Cárdenas
San Rafael är en ort i Mexiko.   Den ligger i kommunen Cárdenas och delstaten Tabasco, i den sydöstra delen av landet, 600 km öster om huvudstaden Mexico City. San Rafael ligger 16 meter över havet och antalet invånare är 280.
Terrängen runt San Rafael är mycket platt. Runt San Rafael är det ganska tätbefolkat, med 129 invånare per kvadratkilometer. Närmaste större samhälle är Azucena 3ra. Sección, 15,2 km öster om San Rafael.